# John H. Auer

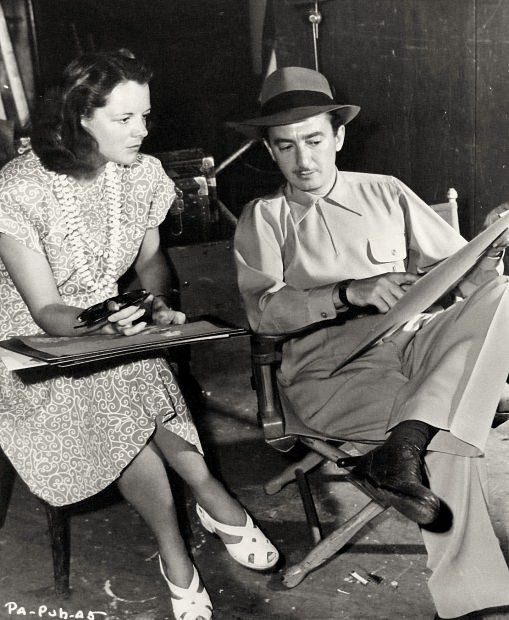
John H. Auer mit Kostümbildnerin Renié Conley am Set von Pan-Americana (1945)

John H. Auer (* 3. August 1906 in Budapest, Ungarn; † 15. März 1975 in North Hollywood, Kalifornien) war ein US-amerikanischer Regisseur und Produzent ungarischer Abstammung.

## Leben
Auer war in jungen Jahren ein Kinderdarsteller in Ungarn. Als das Habsburger Reich nach dem Ersten Weltkrieg zusammenbrach, gab er ein kurzes Gastspiel in der Geschäftswelt. Er übersiedelte 1928 in die USA in der Hoffnung, dort Arbeit beim Film zu finden. Zuerst war Hollywood nicht an ihm interessiert. Auer ging nach Mexiko und drehte dort einige Filme, die beim Publikum gut ankamen und die auch profitabel waren. Auch die Kritiker lobten seine Werke, so dass Auer einige Filmpreise erhielt. Hollywoods Produzenten wurden auf das Sprachtalent aufmerksam und boten ihm Verträge an. Auer arbeitete für verschiedene Studios, die meisten Arbeiten machte er für Republic.
Bis in die 1950er Jahre blieb Auer Republic treu und inszenierte eine Reihe von Kriminalfilmen und Komödien auf B-Film-Niveau. Im Gegensatz zu vielen anderen Regisseuren war Auer nicht nur der Regisseur, sondern war auch als Produzent verantwortlich. Sein Schaffen als Regisseur umfasst mehr als 40 Produktionen, zuletzt war er 1960 für das Fernsehen tätig. Als Produzent war er an mehr als 30 Produktionen beteiligt, wobei er in den späten 1950er zum Fernsehen wechselte und die Serien U.S. Marshal und Whirlybirds mitproduzierte.

## Filmographie (Auswahl)
- 1932: Una vida por otra
- 1937: Circus Girl
- 1939: S.O.S. Tidal Wave
- 1940: Women in War
- 1940: Hit Parade of 1941
- 1941: The Devil Pays Off
- 1942: Johnny Doughboy
- 1944: Music in Manhattan
- 1945: Pan Americana
- 1950: Hit Parade of 1951
- 1950: Das Schwert der Rache (The Avengers)
- 1952: Feuertaufe Invasion (Thunderbirds)
- 1953: Chicago – 12 Uhr Mitternacht (City That Never Sleeps) (auch Produktion)
- 1954: Razzia im Chinesenviertel (Hell's Half Acre)
- 1955: Unternehmen Pelikan (The Eternal Sea)
- 1957: Johnny Trouble